# Tapeinosperma golonense
Tapeinosperma golonense är en viveväxtart som beskrevs av Maurice Schmid. Tapeinosperma golonense ingår i släktet Tapeinosperma och familjen viveväxter. Inga underarter finns listade i Catalogue of Life.